# Christopher Jamison
Christopher Jamison, O.S.B. (26 de dezembro de 1951) é um monge beneditino e ex-abade da Abadia de Worth em West Sussex, Inglaterra. Atualmente ele atua como Abade Presidente da Congregação Beneditina Inglesa.

## Biografia
Jamison nasceu em Melbourne, Austrália, em 1951, como um dos quatro irmãos cuja família se mudou para Buckinghamshire, Inglaterra, quando ele era criança. Ele passou a estudar na Downside School e mais tarde no Oriel College, Universidade de Oxford, onde obteve um diploma de graduação e um mestrado em francês e espanhol em 1973. Mais tarde, ele entraria na comunidade monástica de Worth Abbey, onde seria enviado para concluir um bacharelado no Heythrop College, Universidade de Londres, na área de Filosofia e Teologia em preparação para a ordenação ao sacerdócio.